# Historiefilosofi
 Der er for få eller ingen kildehenvisninger i denne artikel, hvilket er et problem. Du kan hjælpe ved at angive troværdige kilder til de påstande, som fremføres i artiklen.

Historiefilosofi omfatter teorier om historiens karakter og forløb. Store moderne historiefilosoffer er Immanuel Kant, Georg Wilhelm Friedrich Hegel, Karl Marx, Oswald Spengler. Af nutidige kan nævnes Paul Virilio og Francis Fukuyama. Tænkning over historien har eksisteret siden den tidligste filosofi.[kilde mangler]

## Moderne historiefilosofi

### Fremskridsteorier
En gruppe af teorier ser historien som en proces imod en bedre og bedre tilstand. Samtidigt er historien lineær, den går igennem en række stadier der ikke kan gentages og hvor hvert efterfølgende stadie er bedre end det foregående.Voltaire anses for at have fundet på ideen om en filosofisk historieskrivning. For ham handlede det om at beskrive historien generelt frem for at beskrive enkeltstående begivenheder samt at mennesket var historiens grundlag og ikke gud. Georg Wilhelm Friedrich Hegel bliver dog den første, der udfører dette program i sin stort anlagte historiefilosofi.[kilde mangler] Karl Marx tog udgangspunkt i Hegels historiefilosofi, men anså historiens drivkraft for at være den økonomiske (materielle) snarere end den åndelige udvikling.

### Forfaldsteorier
Friedrich Nietzsche lancerede med sin tese om den evige genkomst det synspunkt, at historien er cyklisk; begivenheder gentages og historien har ingen retning imod noget. Inspireret af dette fremsatte Oswald Spengler i sin Der Untergang des Abendlandes (Vestens undergang) den tese, at hver cililisation gennemgår en cyklisk proces, der ender i forfald. Den vestlige civilisation, mente han, var tæt på at forfalde. Om end Paul Virilios teori er af en helt anden karakter, er historien for ham også på vej imod en dårligere og dårligere tilstand.

### Kritik af historiefilosofi
Karl Popper har kritiseret hele ideen om at der kan findes et mønster for historien. Han kalder dette for historicisme som han kritiserer i The Poverty of Historicism fra 1957. Poppers bog fandt vid udbredelse og cirkulerede bag jerntæppet som samizdat. Francis Fukuyama fremsatte i The End of History and the Last Man den tese, at historien var forbi efter at det liberale demokrati havde sejret over kommunismen i den kolde krig.

## Eksterne links
- Anthony K. Jensen, Philosophy of History, Internet Encyclopedia of Philosophy
- Daniel Little, Philosophy of History, Stanford Encyclopedia of Philosophy
- Engelsk webportal om historiefilosofi, historiografi and Historisk kultur Arkiveret 22. august 2019 hos  Wayback Machine
- The International Network for Theory of History